# 索科礦泉村

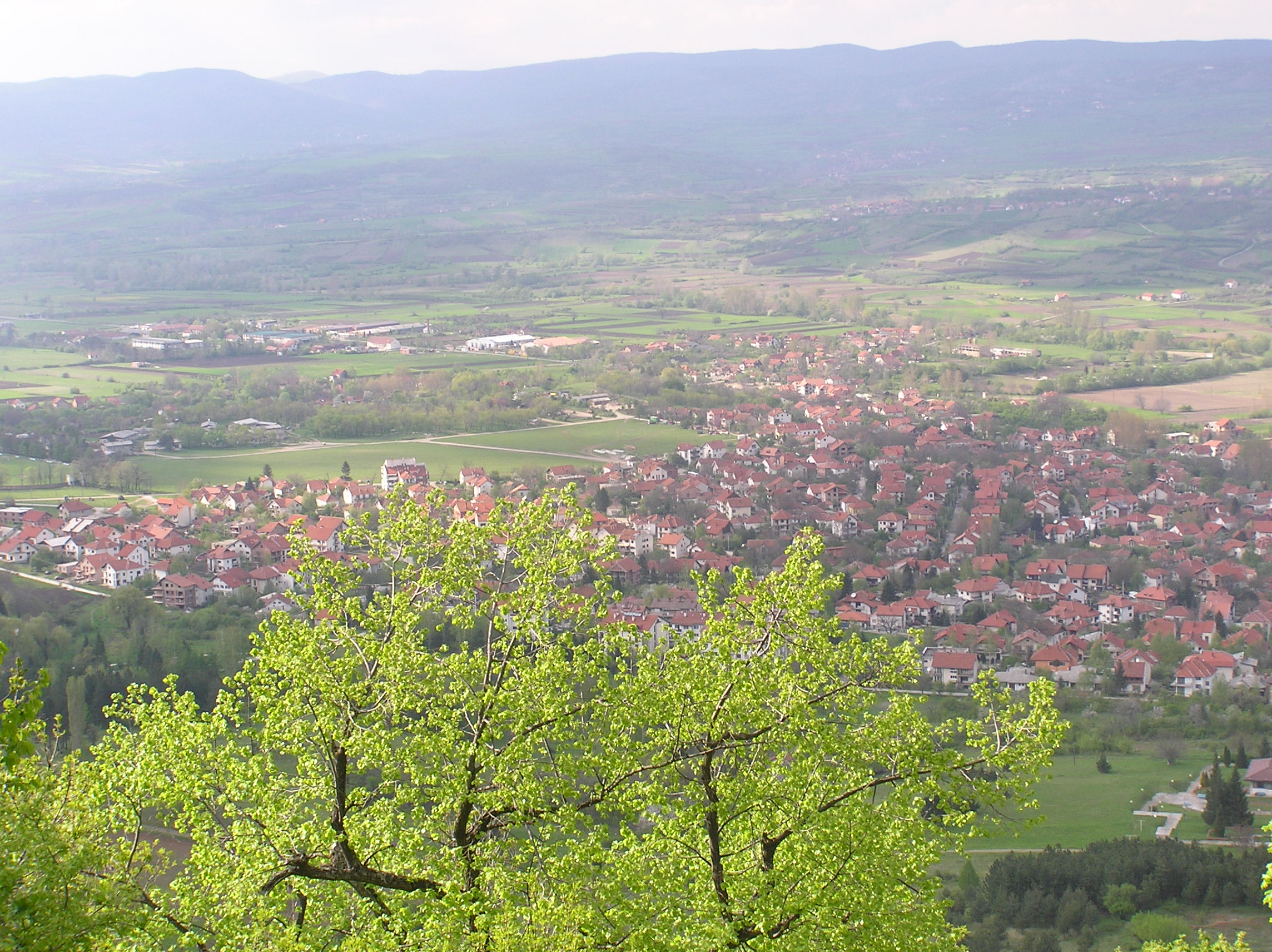

索科礦泉村，或索科巴尼亚（塞尔维亚语：／, 發音：[sɔ̂kɔbaɲa]）是塞爾維亞的城鎮，由札那查爾州負責管轄，位於該國東南部，距離首都貝爾格萊德220公里，面積525平方公里，2011年人口7,972，大部分居民信奉東正教。